# Tassili n'Ajjer
Tassili n'Ajjer, ‘Altiplà dels Rius’ en amazic, és una serralada del desert del Sàhara al sud-est d'Algèria. S'estén uns 500 km de 26° 20′ N, 5° 00′ E / 26.333°N,5.000°E est-sud-est a 24° 00′ N, 10° 00′ E / 24.000°N,10.000°E, i el punt més alt n'és Adrar Afao, a 2.158 m d'alt, a 25° 10′ N, 8° 11′ E / 25.167°N,8.183°E. La ciutat més propera és Djanet, uns 10 km al sud-oest de la serralada.
Gran part de la zona, incloent-hi els xiprers i els jaciments arqueològics, estan protegits pel Parc Nacional de Tassili n'Ajjer, parc nacional, reserva de la biosfera i Patrimoni de la Humanitat.

## Geologia

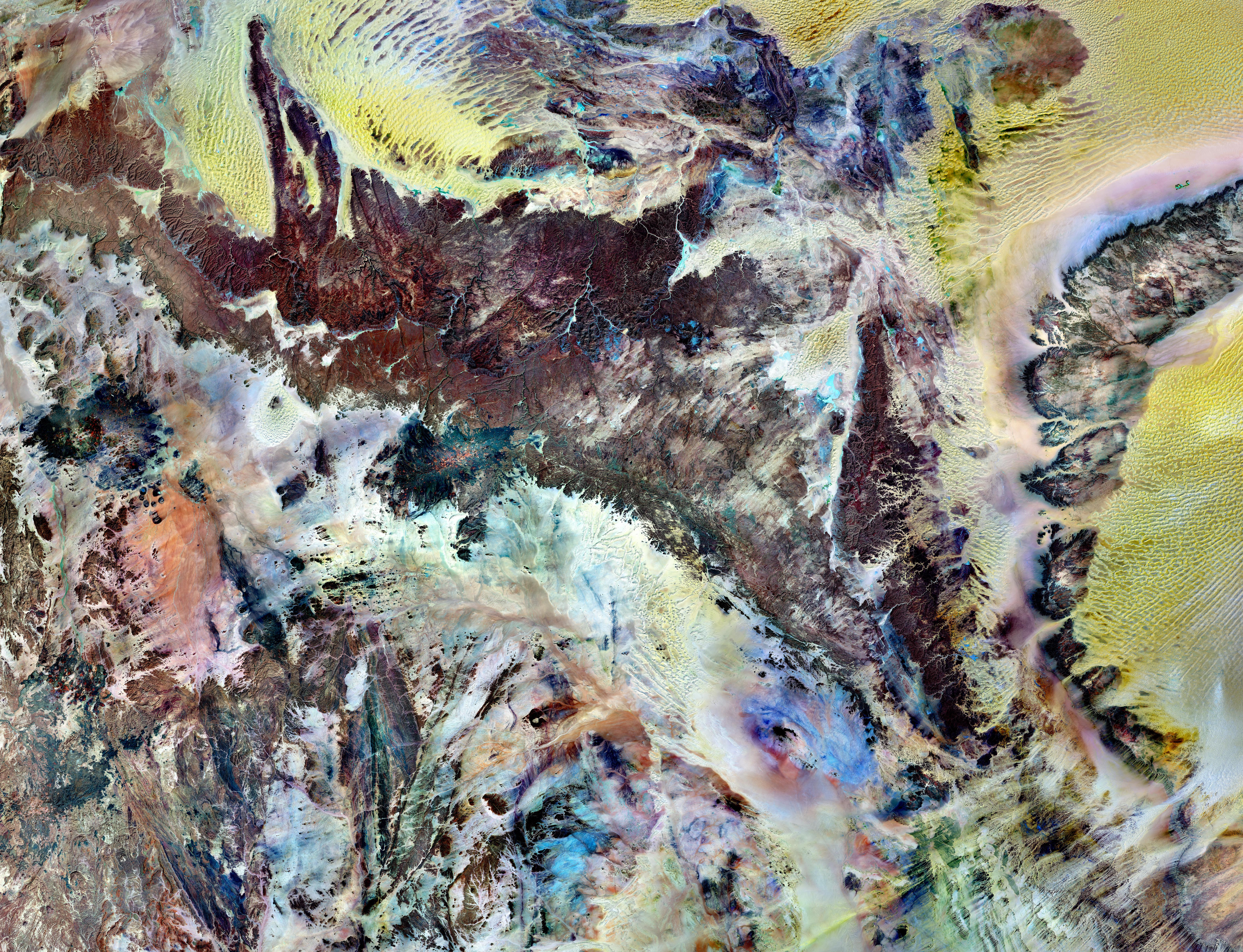
Landsat multilayer image of Tassili n'Ajjer

La serralada està composta principalment de gres. La pedra arenisca està tenyida per una fina capa exterior d'òxids metàl·lics dipositats que acoloreixen les formacions rocoses de manera diferent des de gairebé negre fins a vermell apagat. L'erosió a la zona ha donat lloc a la formació de prop de 300 arcs de roca natural al sud-est, juntament amb gorges profundes i piscines d'aigua permanents al nord.

## Ecologia
Donada la gran altitud i les propietats acumuladores d'aigua de la pedra sorrenca, la vegetació és bastant més rica que al desert que l'envolta. Això inclou unes arbredes esclarissades d'espècies amenaçades endèmiques, com el xiprer del Sàhara o la murtra del Sàhara a la part més alta de la serralada que es troba a l'est.

## Arqueologia

### Fons
L'art rupestre algerià ha estat objecte d'estudi europeu des de 1863, amb enquestes dutes a terme per A. Pomel (1893-1898), Stéphane Gsell (1901-1927), GBM Flamand (1892-1921), Leo Frobenius i Hugo Obermaier (1925), Henri Breuil (1931-1957), L. Joleaud (1918-1938) i Raymond Vaufrey (1935-1955).
Tassili ja era molt conegut a principis del segle xx, però els occidentals es van introduir àmpliament a través d'una sèrie d'esbossos fets per legionaris francesos, especialment el tinent Charles Brenans a la dècada del 1930. Va portar amb ell l'arqueòleg francès Henri Lhote, que tornaria més tard durant els anys 1956 - 1957, 1959, 1962 i 1970. Les expedicions de Lhote han estat molt criticades, amb el seu equip acusat de falsificar imatges i de danyar les pintures en il·luminar-les per a traçar-les i fotografiar, la qual cosa va provocar una reducció irreparable dels colors originals.
El lloc de Tassili va ser ocupat principalment durant el Neolític per grups de pastors transhumants l'estil de vida dels quals va beneficiar tant els humans com el bestiar. La geografia local, l'elevació i els recursos naturals eren condicions òptimes per a l'acampada en temporada seca de grups reduïts. Els uadis dins de la serralada funcionaven com a corredors entre les terres altes rocoses i les terres baixes sorrenques. Les terres altes tenen evidències arqueològiques d'ocupació que daten entre el 5500 i el 1500 aC, mentre que les terres baixes tenen túmuls de pedra i llars que daten entre el 6000 i el 4000 aC. Les ubicacions de les terres baixes sembla que s'han utilitzat com a llocs de vida, concretament durant l'època de pluges. Hi ha nombrosos abrics rocosos dins dels boscos de pedra arenisca, escampats amb artefactes neolítics, com ara testos i trossos de ceràmica, puntes de fletxa lítiques, bols i molinets, comptes i joies.
La transició al pasturatge després del període humit africà durant l'Holocè primerenc es reflecteix en el registre de material arqueològic, l'art rupestre i la zooarqueologia de Tassili n'Ajjer. A més, l'ocupació de Tassili forma part d'un moviment més gran i un canvi climàtic dins del Sàhara Central. Els estudis paleoclimàtics i paleoambientals van començar al Sàhara Central al voltant de 14000 aC i després van continuar per un període àrid que va donar lloc a nínxols ecològics estrets. Tanmateix, el clima no era coherent i el Sàhara es va dividir entre les terres baixes àrides i les zones altes humides. Les excavacions arqueològiques confirmen que l'ocupació humana, en forma de grups de caçadors-recol·lectors, es va produir entre 10.000 i 7500 aC; després de 7.500 BP, els humans van començar a organitzar-se en grups pastorals en resposta al clima cada cop més imprevisible. Hi va haver un període sec des del 7900 i el 7200 aC a Tassili que va precedir l'aparició dels primers grups pastorals, que és coherent amb altres parts del cinturó saharo-sahelià. La ceràmica prepastoral excavada a Tassili data d'uns 9.000 - 8500 aC, mentre que la ceràmica pastoral és de 7100 - 6000 aC.
L'art rupestre de Tassili s'utilitza conjuntament amb altres llocs, inclòs Dhar Tichitt a Mauritània, per estudiar el desenvolupament de la ramaderia i els viatges transsaharians al nord d'Àfrica. El bestiar es va criar a través de grans àrees ja entre els anys 3000 i 2000 aC, reflectint els orígens i la difusió del pastoralisme a la zona. Això va ser seguit pels cavalls (abans del 1000 aC) i després el camell al mil·lenni següent. L'arribada dels camells reflecteix l'augment del desenvolupament del comerç transsaharià, ja que els camells s'utilitzaven principalment com a transport en caravanes comercials.

## Art prehistòric
La formació rocosa és un jaciment arqueològic, destacat per les seves nombroses obres prehistòriques d'art rupestre, informades per primera vegada el 1910, que daten de la primera època neolítica al final de l'últim període glacial durant el qual el Sàhara era una sabana habitable. més que el desert actual. Tot i que les fonts varien considerablement, es suposa que les primeres obres d'art tenen 12.000 anys. La gran majoria daten del novè i desè mil·lenni BP o més joves, segons la datació OSL dels sediments associats. L'art es va datar recollint petits fragments dels panells pintats que s'havien assecat i s'havien descamat abans de ser enterrats. Entre els 15.000 gravats identificats fins ara, els subjectes representats són grans animals salvatges com antílops i cocodrils, ramats de bestiar i humans que es dediquen a activitats com la caça i el ball. Aquestes pintures són algunes de les primeres d'artistes del Sàhara Central i es troben a la major concentració a Tassili. Tot i que Algèria està relativament a prop de la península Ibèrica, l'art rupestre de Tassili n'Ajjer va evolucionar per separat del de la tradició europea. Segons la UNESCO, «L'excepcional densitat de pintures i gravats... ha fet que Tassili sigui mundialment famosa».
De manera similar a altres llocs saharians amb art rupestre, Tassili es pot separar en cinc tradicions diferents: arcaica (10.000 a 7.500 aC), cap rodó (7.550 a 5.050 aC), bovídic o pastoral (4.500 a 4.000 aC), cavall (de 2.000 aC). i 50 dC), i Camell (1000 aC i en endavant).
El període arcaic està format principalment per animals salvatges que van viure al Sàhara durant l'Holocè primerenc. Aquestes obres s'atribueixen a pobles caçadors-recol·lectors, que consisteixen només en aiguaforts. Les imatges són principalment d'animals més grans, representats d'una manera naturalista, amb algun patró geomètric ocasional i la figura humana. Normalment, els humans i els animals es representen en el context d'una escena de caça.
El període de cap rodó s'associa amb opcions estilístiques específiques que representen formes humanoides i està ben separat de la tradició arcaica tot i que els caçadors-recol·lectors eren els artistes d'ambdós. L'art consisteix principalment en pintures, amb algunes de les pintures rupestres més antigues i més grans d'Àfrica; una figura humana fa més de cinc metres i una altra de tres metres i mig. La representació única de figures flotants amb caps rodons i sense trets i cossos sense forma sembla estar surant a la superfície de la roca, d'aquí l'etiqueta Round Head. L'aparició d'aquestes pintures i motius es concentra en llocs específics de l'altiplà, la qual cosa implica que aquests llocs eren el centre de rituals, ritus i cerimònies. La majoria dels animals mostrats són mufló i antílop, generalment en posicions estàtiques que no semblen formar part d'una escena de caça.
El període bovidià/pastoral es correlaciona amb l'arribada de bestiar domesticat al Sàhara i el canvi gradual al pasturisme mòbil. Hi ha una diferència notable i visual entre el període Pastoral i els dos períodes anteriors, coincidint amb l'aridificació del Sàhara. Hi ha una major variació estilística, la qual cosa implica el moviment de diferents grups culturals dins la zona. S'hi representen animals domèstics com ara boví, ovelles, cabres i gossos, paral·lelament al registre zooarqueològic de la zona. Les escenes fan referència a comunitats diversificades de pastors, caçadors amb arc, així com dones i nens, i impliquen una estratificació creixent de la societat basada en la propietat.
Les següents tradicions equines es corresponen amb la desertificació completa del Sàhara i la necessitat de nous mètodes de viatge. Es representa l'arribada de cavalls, carros tirats per cavalls i genets, sovint a mig galop, i s'associa més a la caça que a la guerra. Al costat de les imatges apareixen inscripcions d'escriptura libia-berber, utilitzada pels pobles berbers ancestrals, però el text és completament indescifrable.
L'últim període es defineix per l'aparició dels camells, que van substituir els rucs i el bestiar com a principal mitjà de transport a través del Sàhara. L'arribada dels camells coincideix amb el desenvolupament de les rutes comercials de llarga distància utilitzades per les caravanes per transportar sal, mercaderies i persones esclavitzades a través del Sàhara. Hi ha homes, tant muntats com desmuntats, amb escuts, llances i espases. S'inclouen animals, incloses vaques i cabres, però els animals salvatges es van convertir de manera tosca.
Tot i que aquests períodes són successius, els períodes són flexibles i els arqueòlegs els reconstrueixen constantment a mesura que es desenvolupa la tecnologia i la interpretació. L'art havia estat datat per arqueòlegs que van reunir fragments caiguts i restes de la paret de roca.
Una peça notable comú en l'escriptura acadèmica és la Dona cornuda corrent, també coneguda com la deessa cornuda, del període del cap rodó. La imatge representa una figura femenina amb banyes a mig pas; punts adornen el seu tors i les extremitats, i va vestida amb braçalets amb serrells, una faldilla, bandes de cames i turmelles. Segons Arisika Razak, la deessa cornuda de Tassili és un dels primers exemples de la femenina sagrada africana. La seva feminitat, fertilitat i connexió amb la natura s'emfatitzen mentre l'artista neolític superposa la figura a figures més petites i antigues. L'ús de banyes de toro és un tema comú en les pintures posteriors de cap rodó, que reflecteix la integració constant del bestiar domesticat a la vida quotidiana sahariana. Les imatges del bestiar, concretament la dels toros, es van convertir en un tema central no només a Tassili, sinó a altres llocs propers a Líbia.

## Art rupestre fungoide
L'any 1989, l'investigador psicodèlic Giorgio Samorini va proposar la teoria que les pintures semblants a fongs de les coves de Tassili són una prova de la relació entre els humans i els psicodèlics a les antigues poblacions del Sàhara, quan encara era una terra verda:
Aquesta teoria va ser reutilitzada per Terence McKenna en el seu llibre de 1992 Food of the Gods, plantejant la hipòtesi que la cultura neolítica que va habitar el lloc utilitzava bolets de psilocibina com a part de la seva vida ritual religiosa, citant pintures rupestres que mostraven persones amb objectes semblants a bolets a les mans. així com els bolets que creixen del seu cos. Per a Henri Lhote, que va descobrir les coves de Tassili a finals de la dècada del 1950, aquests eren, òbviament, santuaris secrets.
La pintura que millor suporta la hipòtesi del bolet és la figura del bolet Tassili Matalem-Amazar on el cos del xaman representat està cobert de bolets. Segons Earl Lee al seu llibre From the Bodies of the Gods: Psychoactive Plants and the Cults of the Dead (2012), aquestes imatges es refereixen a un antic episodi on un xaman bolet va ser enterrat mentre estava completament vestit i quan va ser desenterrat un temps després, petits bolets creixerien a la roba. Earl Lee considerava les pintures de bolets de Tassili força realistes.
Segons Brian Akers, escriptor de la revista Mushroom, l'art rupestre fungoide de Tassili no s'assembla a les representacions de la Psilocybe hispanica a les coves de Selva Pascuala (2015), i no ho considera realista.

## En la cultura popular
- Tassili és el lloc de gravació i el títol d'un àlbum de 2011 de la banda tuareg Tinariwen.
- Tassili Plain és una cançó de l'àlbum de 1994 Natural Wonders of the World in Dub del grup de dub Zion Train.

## Galeria

Art rupestre, Xiprer del Sahara i Paisatges del Tassili
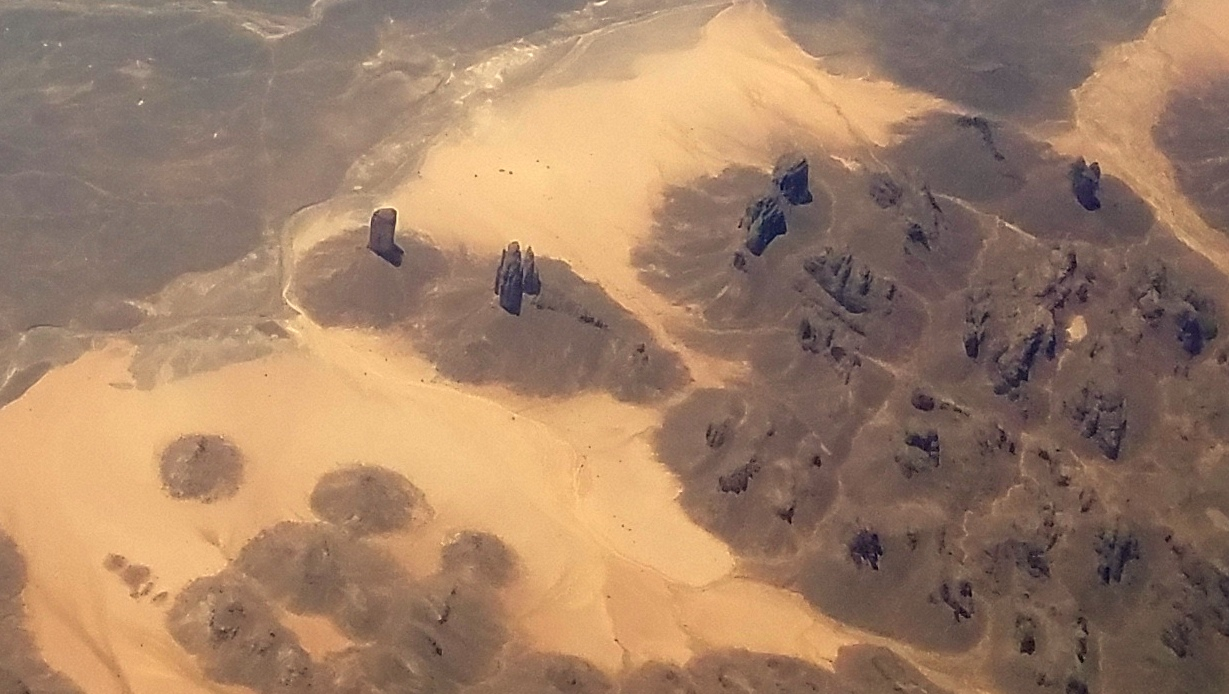
Columnes de roca molt altes fotografia feta des de 1.000 m
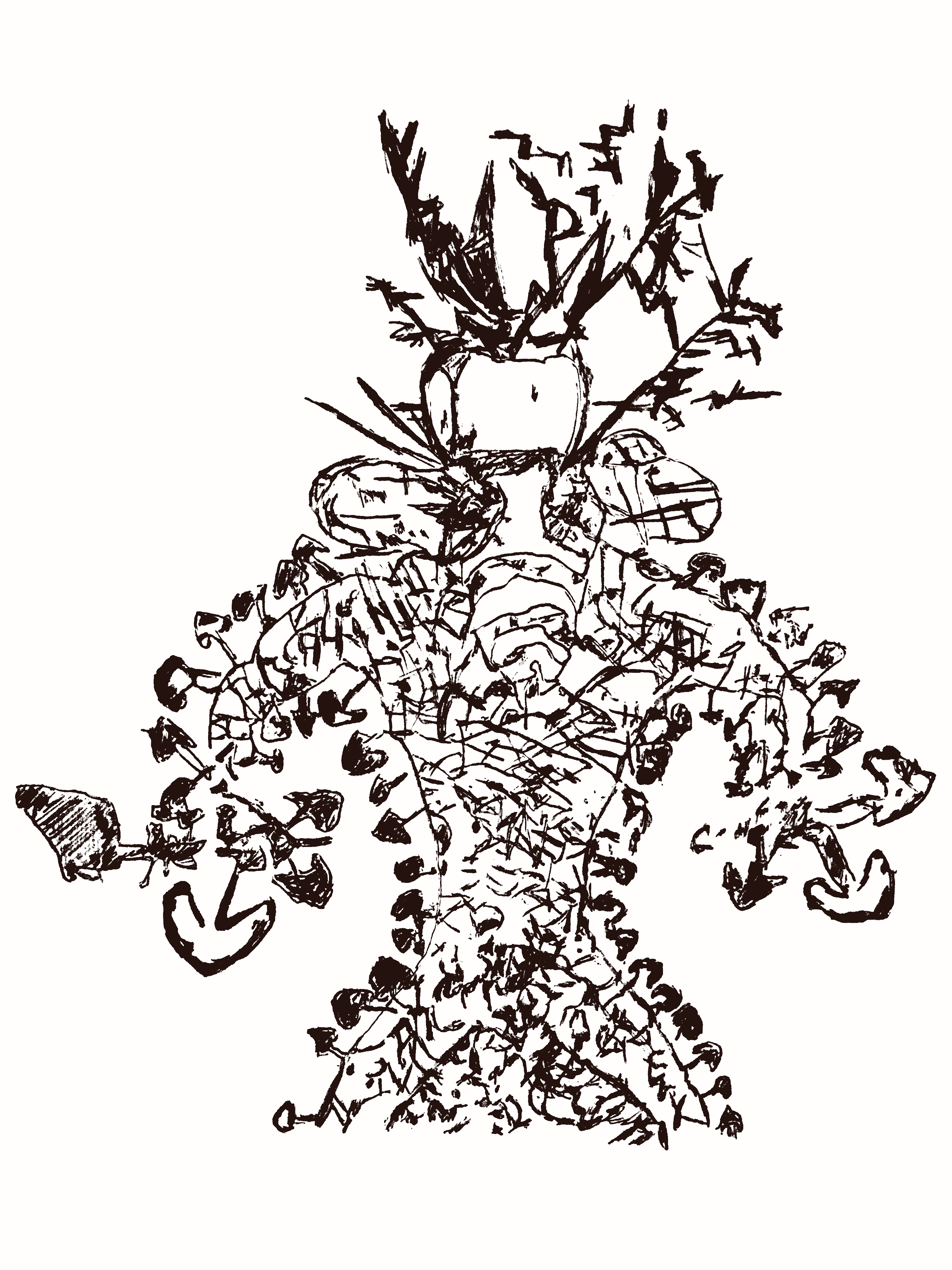
Reproducció anònima de la figura de bolet de Tassili Matalem-Amazar trobada a Tassili.
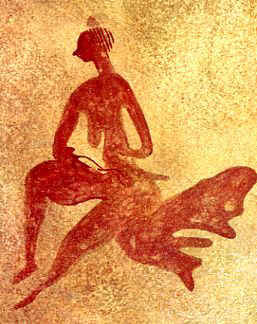
Representació d'un ésser humà que balla o assegut
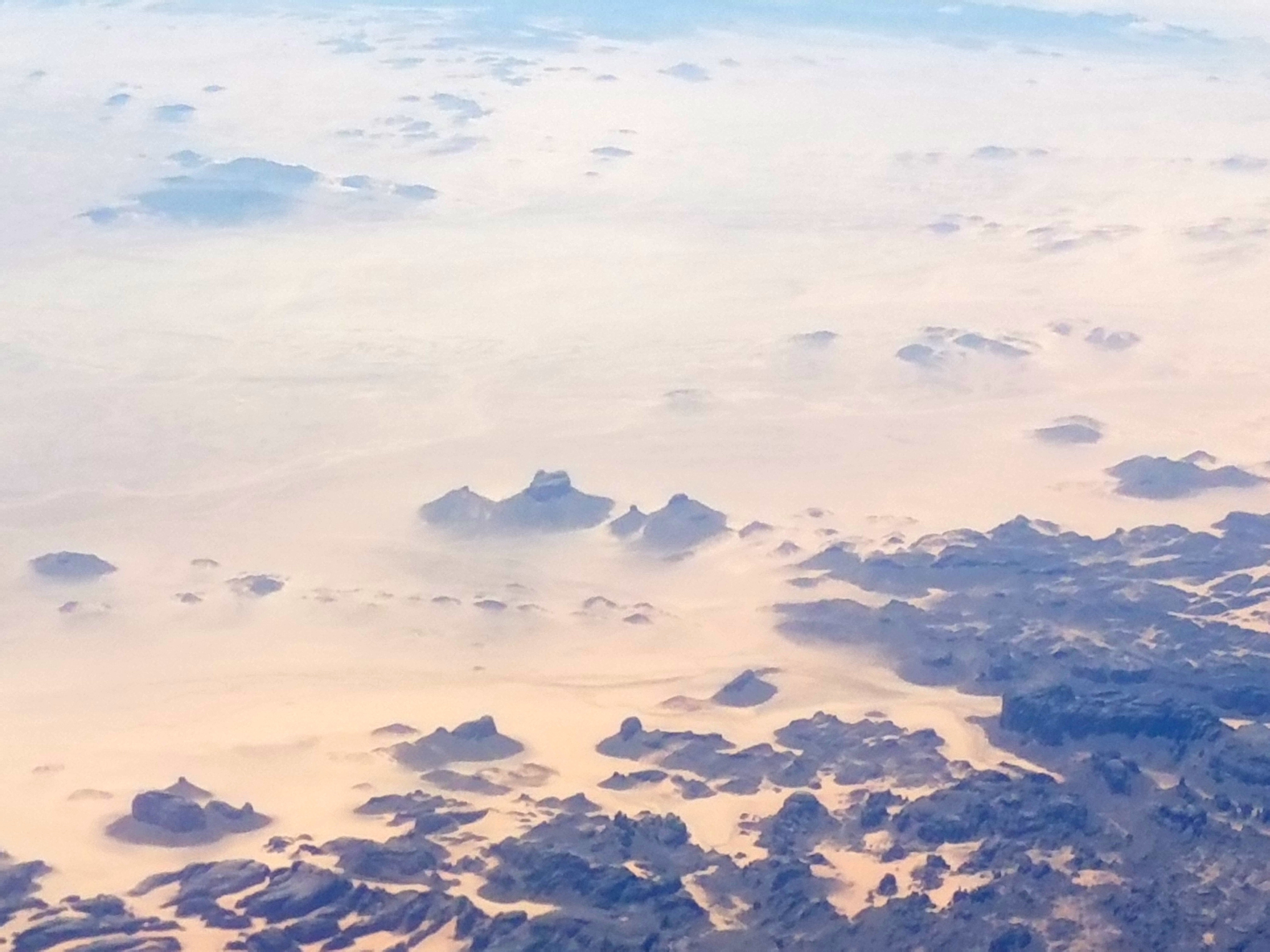
Dunes a Tassili n'Ajjer
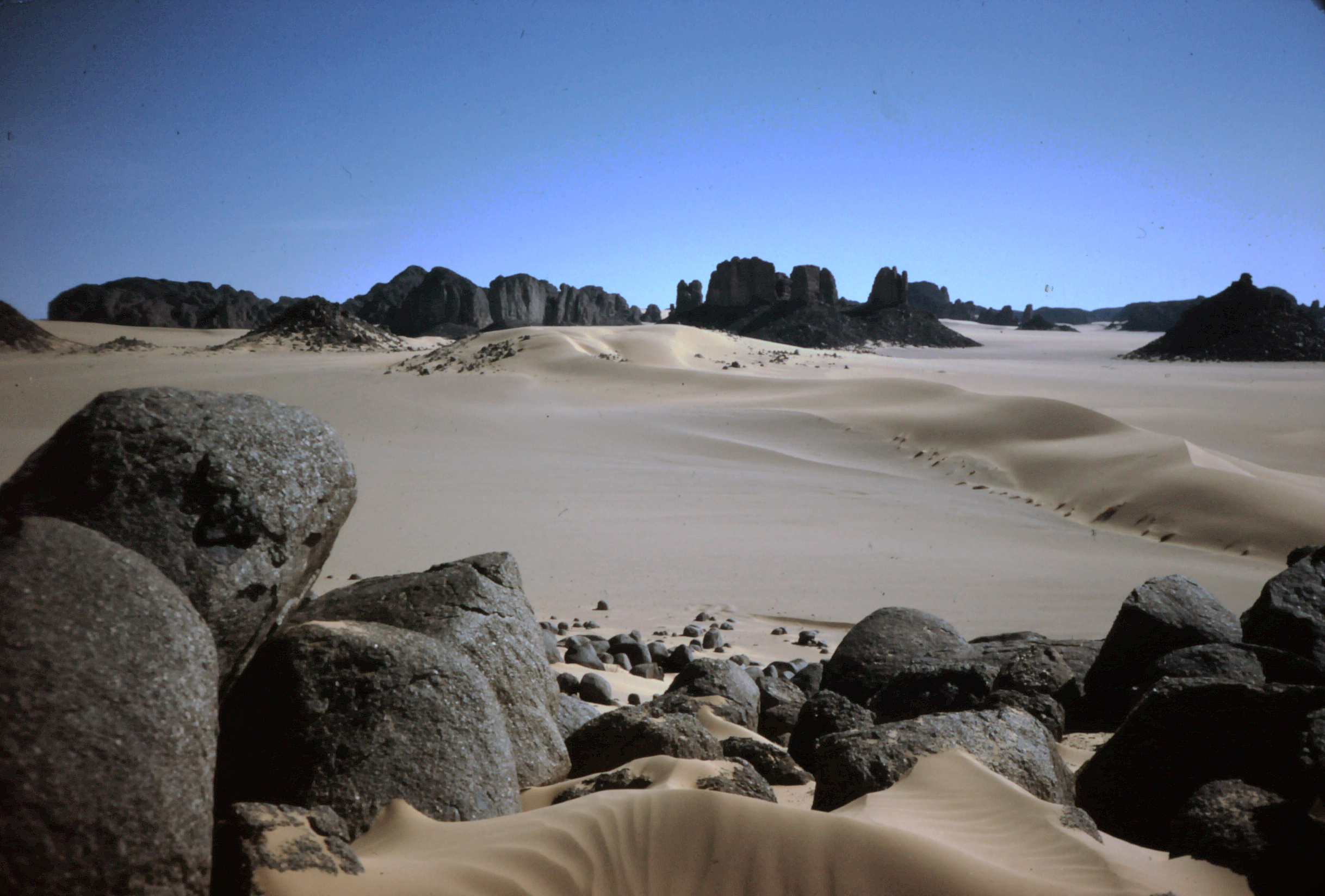
Desert que envolta
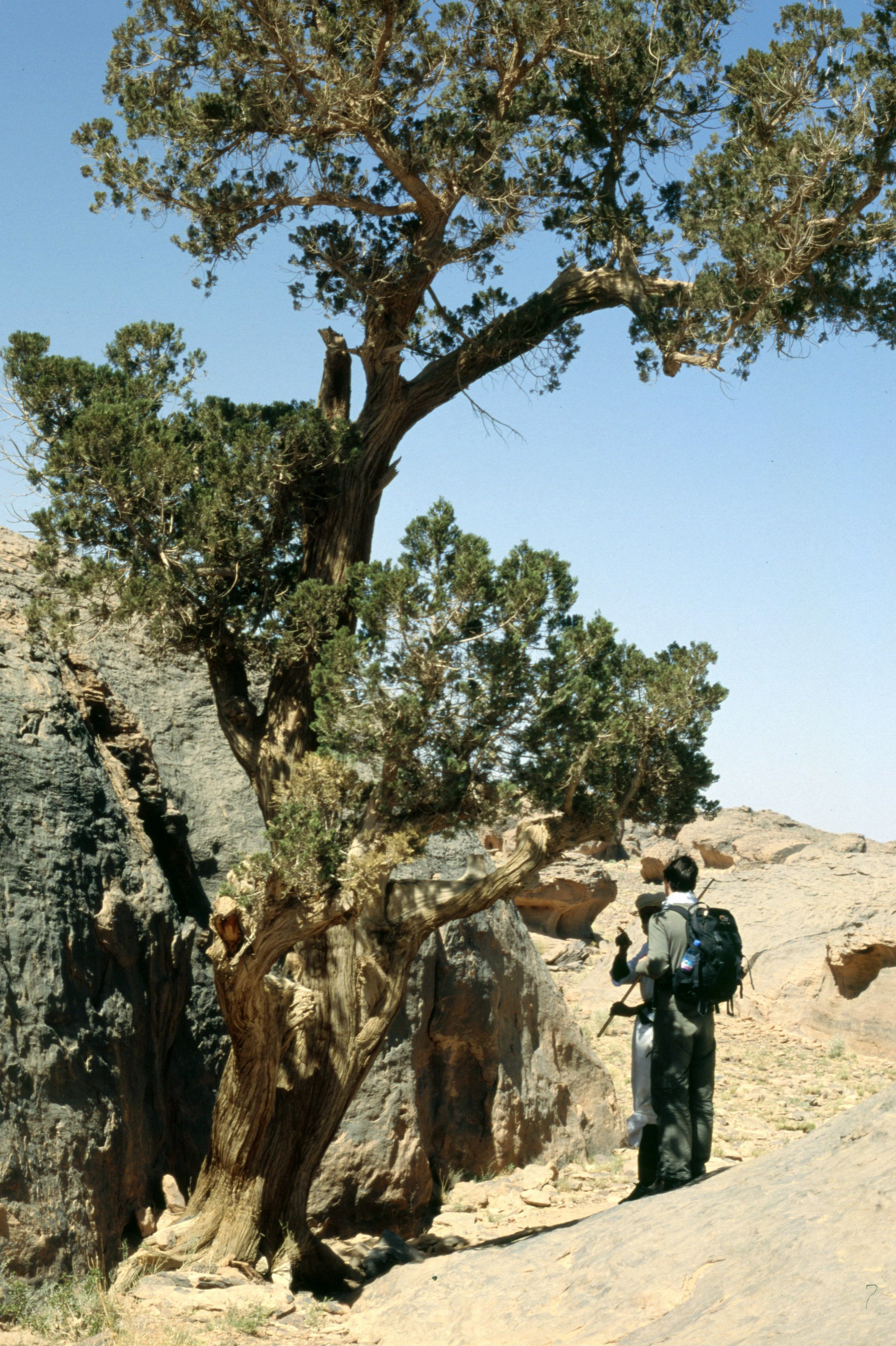
Xiprers locals
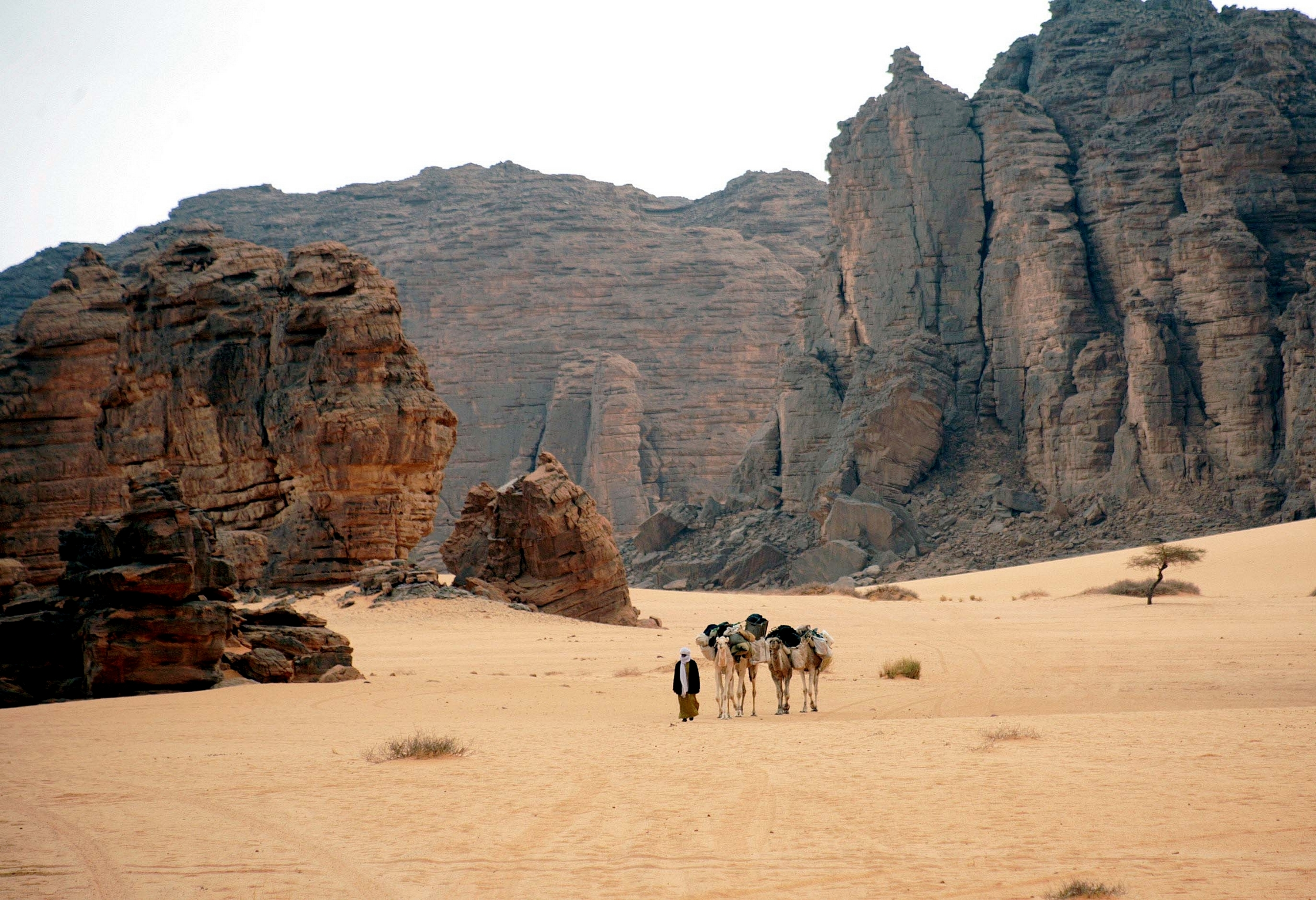
Roques i penya-segats de gres
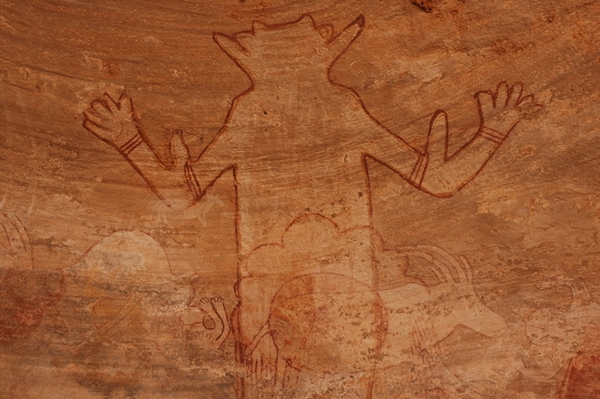
Figura ritual o xaman
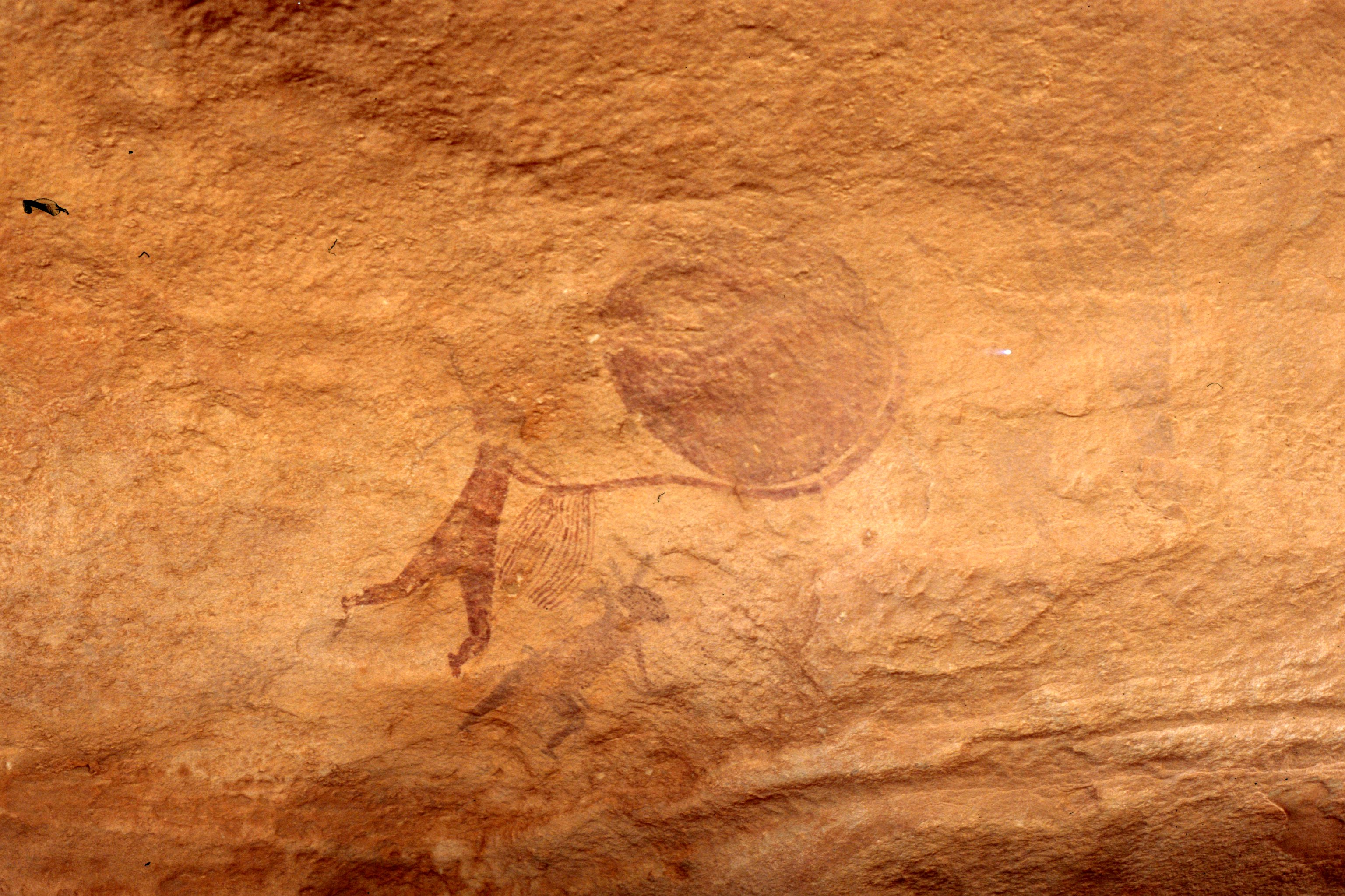
Figures humanes
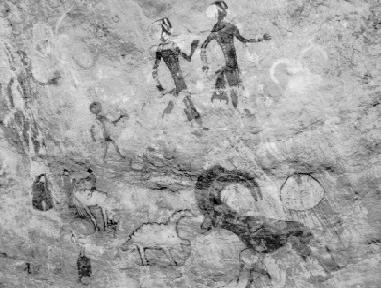
Figures humanes
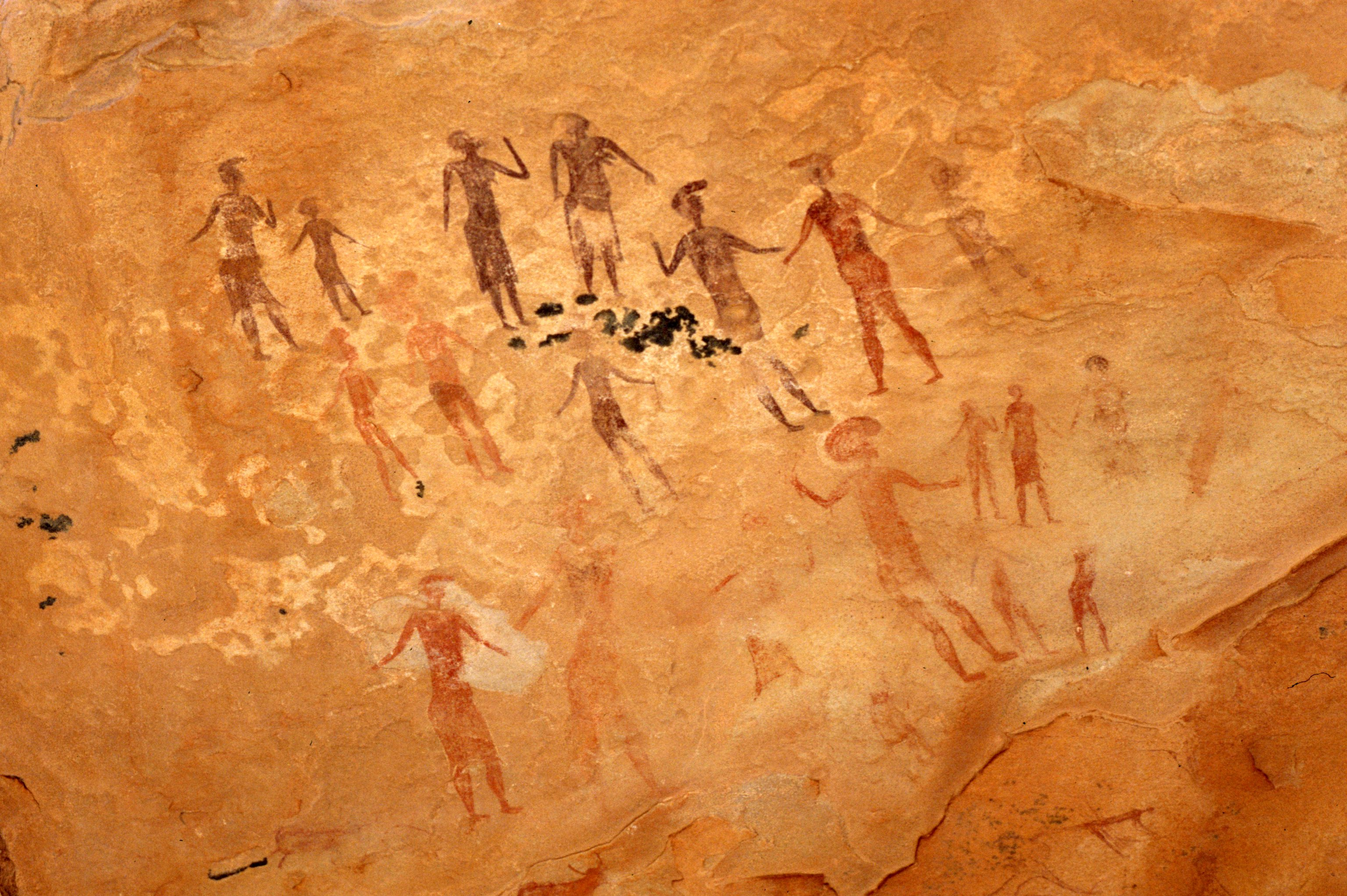
Figures humanes
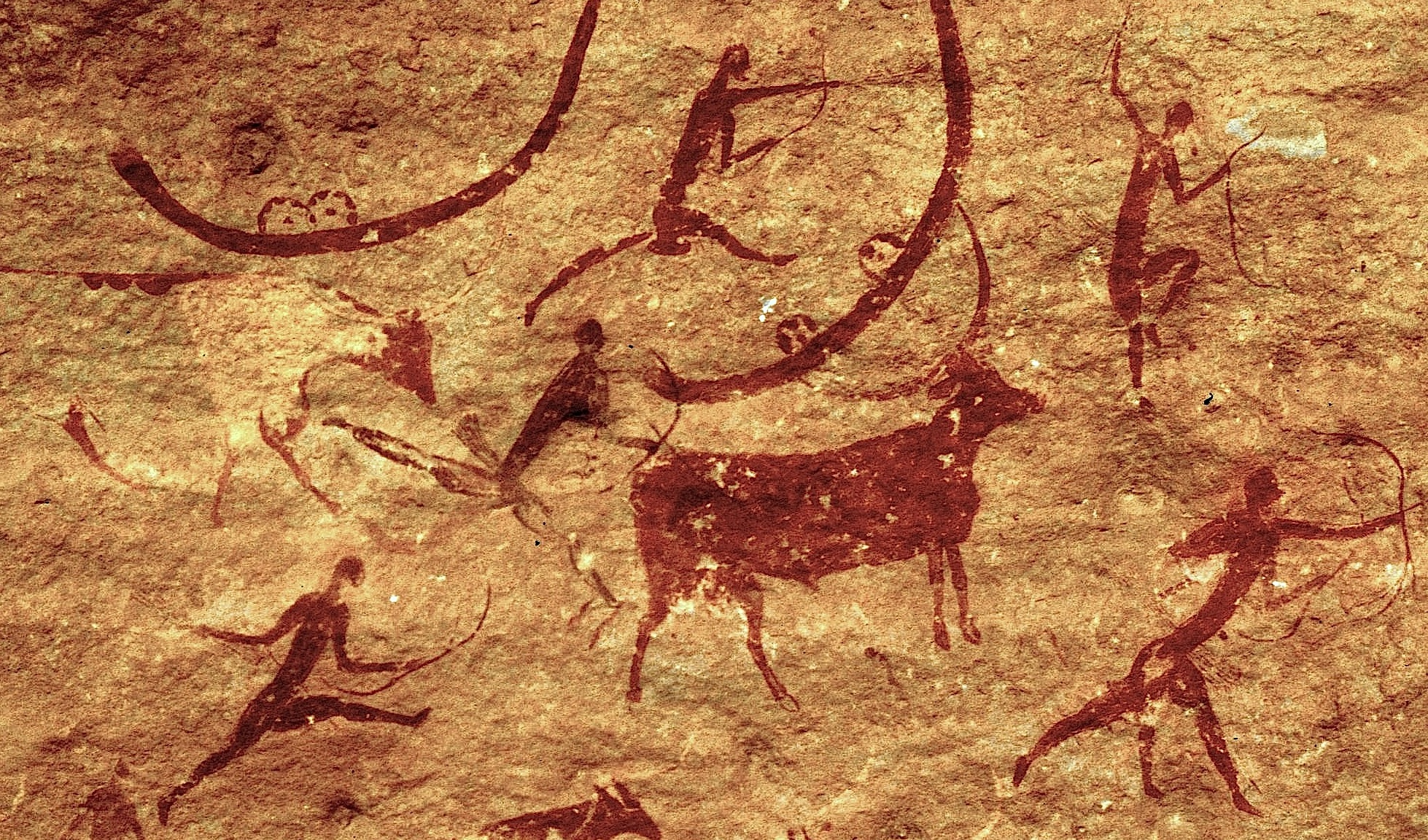
Figures humanes amb llaços

### Els gravats rupestres de Tin-Taghirt
El jaciment de Tin-Taghirt es troba al Tassili n'Ajjer entre les ciutats de Dider i Iherir.

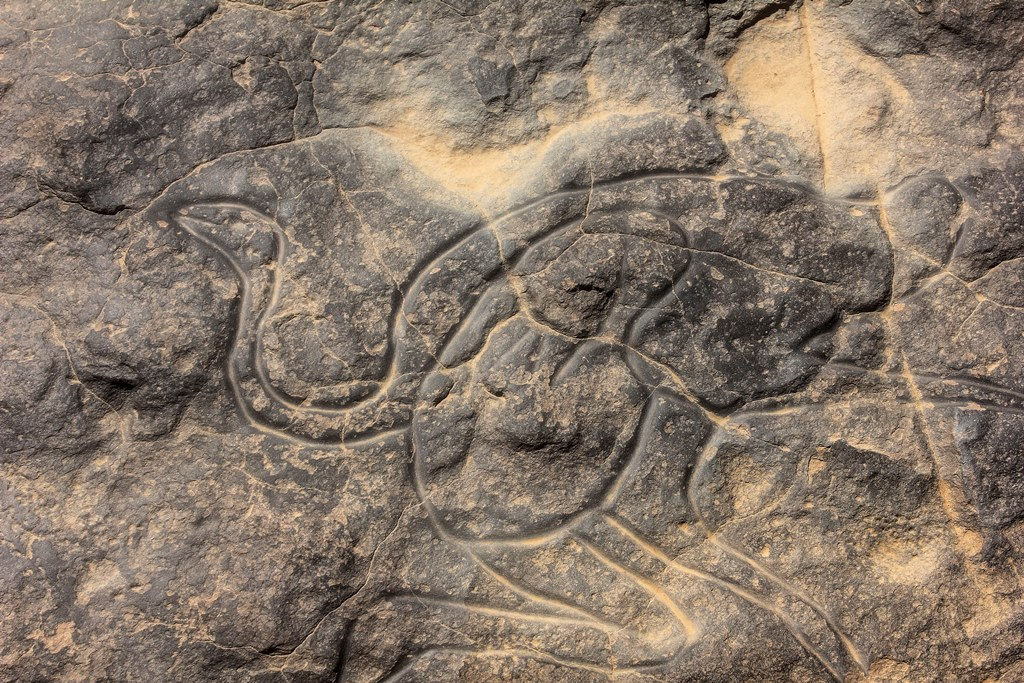
Un estruç
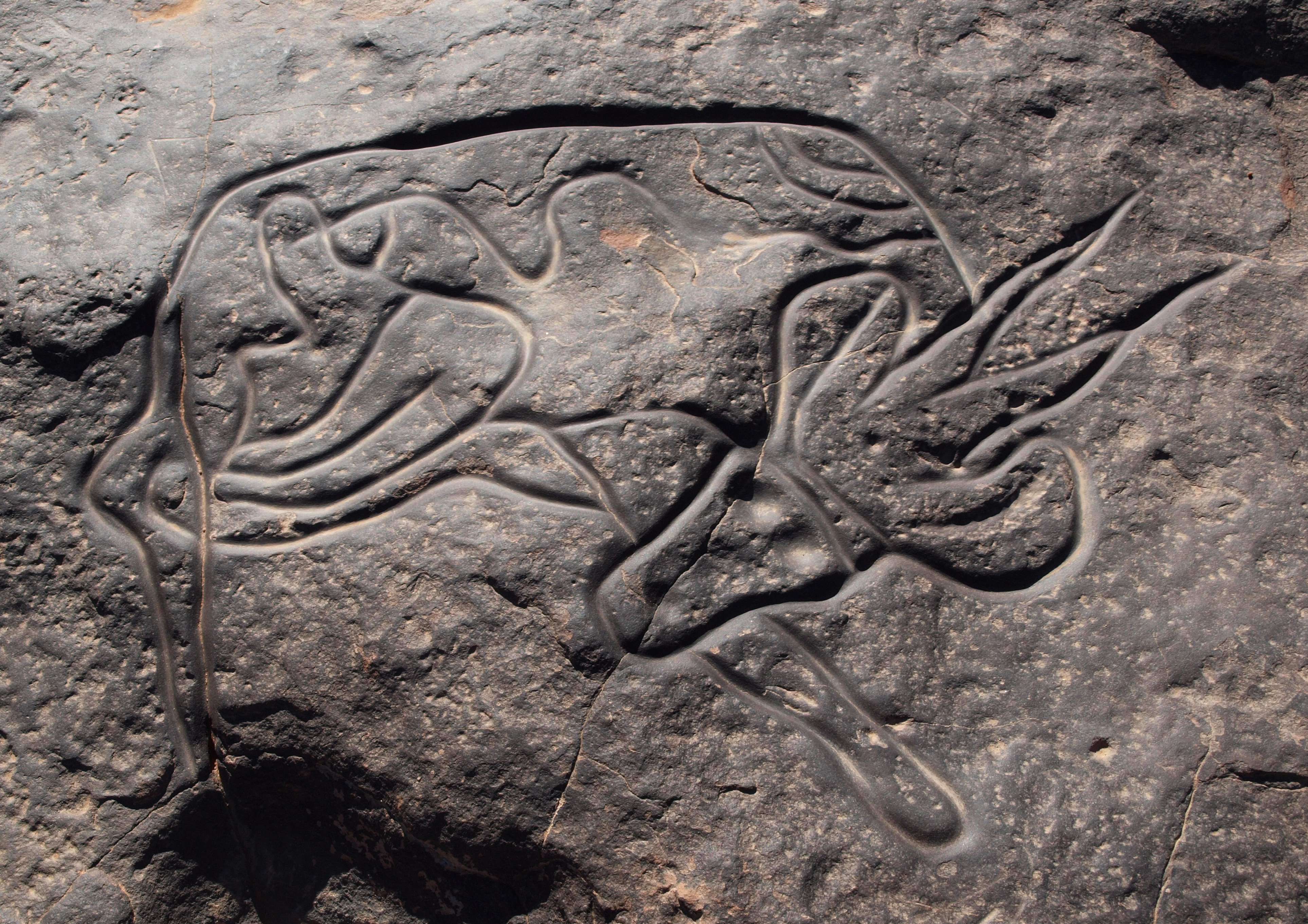
Antílop adormit: també es troba al revers del bitllet de 1000 dinar algerià
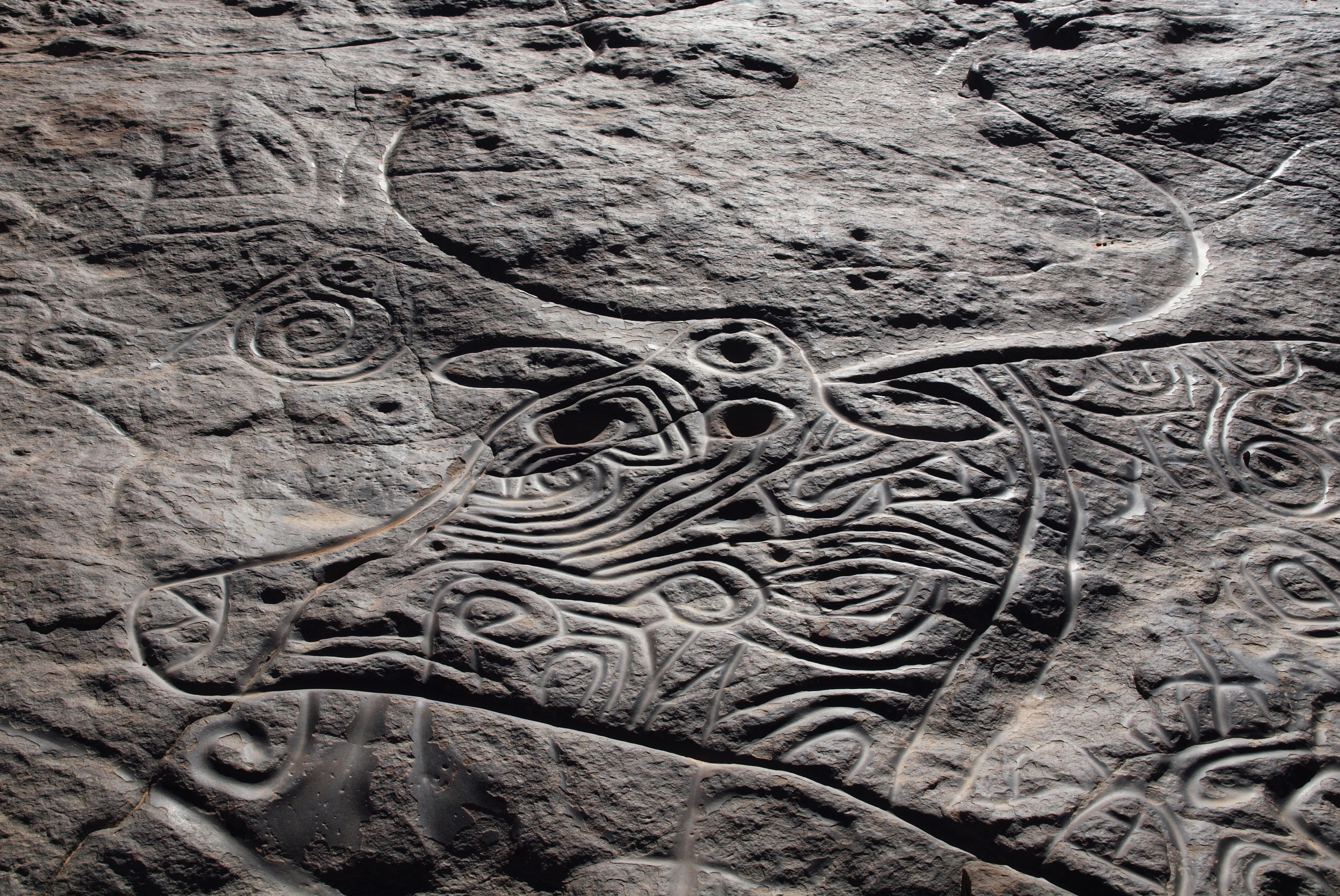
Syncerus antiquus
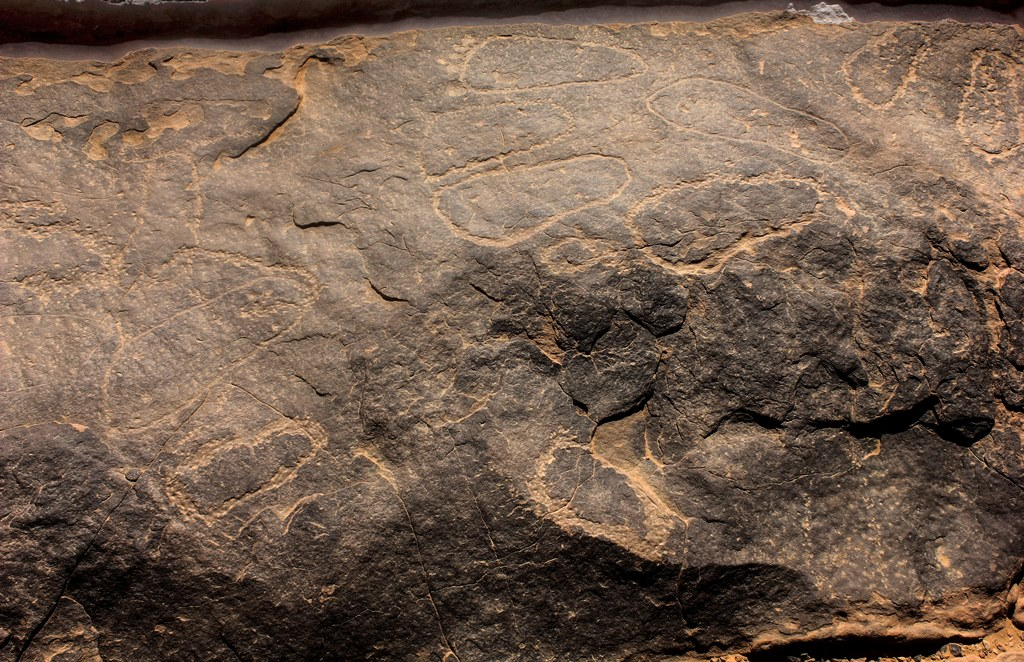
Petjades
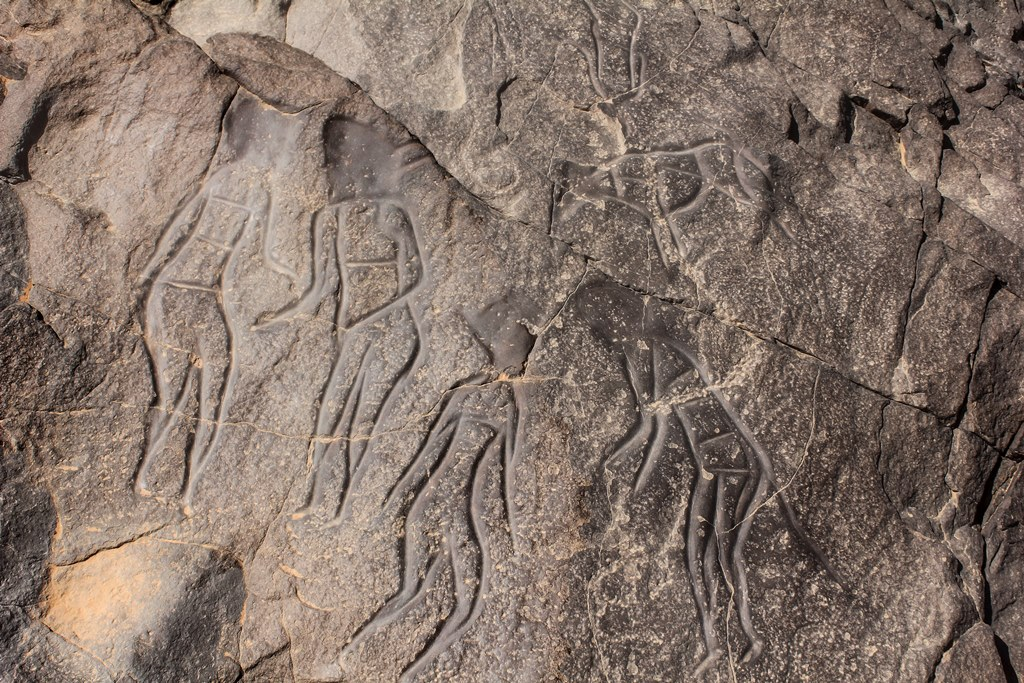
Éssers humans

## mBibliografia addicional
- Bahn, Paul G. (1998) The Cambridge Illustrated History of Prehistoric Art Cambridge, Cambridge University Press.
- Bradley, R (2000) An archaeology of natural places London, Routledge.
- Bruce-Lockhart, J and Wright, J (2000) Difficult and Dangerous Roads: Hugh Clapperton's Travels in the Sahara and Fezzan 1822-1825
- Christopher Chippindale and Tacon, S-C (eds) (1998) The Archaeology of Rock Art Cambridge, Cambridge University Press.
- Clottes, J. (2002): World Rock Art. Los Angeles: Getty Publications.
- Coulson, D and Campbell, Alec (2001) African Rock Art: Paintings and Engravings on Stone New York, Harry N Abrams.
- Frison-Roche, Roger (1965) Carnets Sahariens Paris, Flammarion
- Holl, Augustin F.C. (2004) Saharan Rock Art, Archaeology of Tassilian Pastoralist Icongraphy
- Lajoux, Jean-Dominique (1977) Tassili n'Ajjer: Art Rupestre du Sahara Préhistorique Paris, Le Chêne.
- Lajoux, Jean-Dominique (1962), Merveilles du Tassili n'Ajjer , Le Chêne, Paris.
- Le Quellec, J-L (1998) Art Rupestre et Prehistoire du Sahara. Le Messak Libyen Paris: Editions Payot et Rivages, Bibliothèque Scientifique Payot.
- Henri Lhote (1959, reprinted 1973) The Search for the Tassili Frescoes: The story of the prehistoric rock-paintings of the Sahara London.
- Henri Lhote (1958, 1973, 1992, 2006) À la découverte des fresques du Tassili, Arthaud, Paris.
- Mattingly, D (ed) (forthcoming) The archaeology of the Fezzan.
- Muzzolini, A (1997) "Saharan Rock Art", in Vogel, J O (ed) Encyclopedia of Precolonial Africa Walnut Creek: 347-353.
- Van Albada, A. and Van Albada, A.-M. (2000): La Montagne des Hommes-Chiens: Art Rupestre du Messak Lybien Paris, Seuil.
- Whitley, D S (ed) (2001) Handbook of Rock Art Research New York: Altamira Press.